# Lirobittium purpureum
Lirobittium purpureum är en snäckart som först beskrevs av Carpenter 1864.  Lirobittium purpureum ingår i släktet Lirobittium och familjen Cerithiidae. Inga underarter finns listade i Catalogue of Life.